# Palaiokómi
Palaiokómi (Palaiokomi) är en ort i Grekland.   Den ligger i prefekturen Nomós Serrón och regionen Mellersta Makedonien, i den nordöstra delen av landet, 300 km norr om huvudstaden Aten. Palaiokómi ligger 138 meter över havet och antalet invånare är 1 274.
Terrängen runt Palaiokómi är varierad, och sluttar västerut. Runt Palaiokómi är det glesbefolkat, med 19 invånare per kvadratkilometer. Närmaste större samhälle är Néa Zíchni, 18,9 km norr om Palaiokómi. Trakten runt Palaiokómi består till största delen av jordbruksmark.